# Dietlinda de Baviera
Dietlinda de Baviera (en alemán: Dietlinde, Prinzessin von Bayern; 12 de enero de 1888-14 de febrero de 1889), fue una princesa bávara, la cual falleció prematuramente cuando era una bebé.

## Vida
Era la decimosegunda y octava mujer de los trece hijos del último rey Luis III de Baviera y la archiduquesa María Teresa de Austria-Este, princesa de Módena, nació cuando ya era regente del reino su abuelo Leopoldo. Su hermano Ruperto, era casi veinte años mayor que ella.
Dietlinda murió con trece meses, por causas desconocidas, su última hermana Gundelinda nació dos años después. Junto con su hermana Notburga y su hermano Wolfgang fueron los únicos de sus hermanos en no llegar a la adultez. Sus padres se convirtieron en reyes bávaros veinticuatro años después de su muerte.